# Гончарова Галина Степанівна
Галина Степанівна Гончарова (7 травня 1935, Дебальцево, Сталінська область, Українська РСР, СРСР — 11 жовтня 2021) — радянська та українська вчена-правознавець, спеціалістка у галузі трудового права. Кандидатка юридичних наук (1967). Працювала в Національному юридичному університеті імені Ярослава Мудрого доценткою кафедри трудового права.

## Життєпис
Галина Гончарова народилася 7 травня 1935 року в місті Дебальцеве Сталінської області Української РСР у родині службовців. У 1953 році вона вступила до Харківського юридичного інституту, який закінчила через чотири роки. Закінчивши вуз, почала працювати в Олександрівському районному відділі міліції Ворошиловградської області.
У 1963 році вона вступила до аспірантури на кафедру трудового права в рідному вузі, яку закінчила в 1967 році та почала працювати асистенткою на цій же кафедрі. У тому ж році в Харківському юридичному інституті Галина Гончарова захистила дисертацію на здобуття наукового ступеня кандидата юридичних наук за темою «Правові питання участі громадськості у виникненні та припиненні трудових правовідносин» (рос. Правовые вопросы участия общественности в возникновении и прекращении трудовых правоотношений) під науковим керівництвом професора М. І. Бару. Офіційними опонентами на захисті цієї роботи були професор С. О. Іванов і доцент І. А. Полунов. З 1970 року працювала на посаді доцента кафедри трудового права в Харківському юридичному інституті (з 2013 року — Національний юридичний університет імені Ярослава Мудрого). Мала вчене звання доцента
У 1972 році Гончарова у співавторстві з доцентом Олександром Барабашем написала главу для колективної монографії «Трудове право та підвищення ефективності громадського виробництва» (рос. Трудовое право и повышение эффективности общественного производства). У цій роботі співавтори розглянули питання щодо забезпечення трудової дисципліни. У 1982 році Галина Степанівна видала монографію «Переведення та переміщення у судовій практиці» (рос. Переводы и перемещения в судебной практике), в якій виклала і визначила поняття, класифікацію, розмежування від суміжних понять і роль переведення на інше місце роботи, а також досліджувала питання пов'язані з переведенням за погодженням між керівниками та з юридичною відповідальністю посадових осіб за незаконні переведення та переміщення.
Після здобуття Україною незалежності брала участь у роботі над низкою українських законів та інших нормативно-правових актів. Вона була автором рекомендацій щодо внесення доповнень до Положення про обрання та прийняття на роботу науково-педагогічних працівників вищих закладів освіти III—IV рівнів акредитації, яке було затверджено наказом Міністра освіти і науки України Василя Кременя у грудні 2002 року. Також вона була одною зі співавторів проєкту Закону України «Про вищу освіту» та рецензентом проєкту Закону України «Про наукову та науково-технічну діяльність».
Брала участь у написанні статей для 6-томної української «Юридичної енциклопедії», виданої в 1998—2004 роках.
Крім цього, активно займалася науково-педагогічною діяльністю. Деякий час була науковим керівником студентського наукового гуртка при кафедрі трудового права. Під її науковим керівництвом виконали та захистили свої кандидатські дисертації дев'ять вчених-правознавців, серед них були: Г. О. Барабаш (2005), І. А. Ветухова (2001), Н. М. Неумивайченко (2002), Я. В. Свечкарьова (2003), С. О. Сільченко (2001), А. М. Юшко (2002). Також була офіційним опонентом на захисті кандидатських дисертацій у І. В. Зуба (1993), Д. О. Карпенко (1978), П. І. Радченко (1980), А. О. Савченко (2000), О. В. Яремчук (2005).
Працюючи в цьому вузі, вона очолила наукову школу трудового права, яка займалася дослідженням низки напрямів трудового права — вдосконалення правового механізму переведення на іншу роботу, відділення поняття «переведення на іншу роботу» від понять «переміщення на інше робоче місце» і «зміна істотних умов праці», правова охорона жіночої праці, підписання та виконання колективного договору під час створення соціального партнерства у трудовій галузі, правове регулювання праці науково-педагогічних кадрів та особливості механізму проведення страйку.
Станом на 2014 рік продовжувала працювати в Національному юридичному університеті імені Ярослава Мудрого.
Померла 11 жовтня 2021 року.